# یواس‌اس موهونگو
یواس‌اس موهونگو (به انگلیسی: USS Mohongo) یک کشتی بود که طول آن ۲۵۵ فوت (۷۸ متر) بود. این کشتی در سال ۱۸۶۴ ساخته شد.